# Жиџао
Жиџао (Rìzhào) град је у Кини у покрајини Шандунг. Према процени из 2009. у граду је живело 249.149 становника.

## Становништво
Према процени, у граду је 2009. живело 249.149 становника.
| 1990.   | 2000.   | 2009    |
| ------- | ------- | ------- |
| 211.563 | 235.943 | 249.149 |